# Peer Gynt
 (septembre 2011).
Pour les articles homonymes, voir Peer Gynt (homonymie).
Peer Gynt (prononciation : [ˈpeːr ˈɡʏnt]) est un drame poétique devenu pièce de théâtre de l'auteur norvégien Henrik Ibsen sur une musique du compositeur Edvard Grieg. Elle est jouée pour la première fois au Christiania Theatre (en) d'Oslo le 24 février 1876 et reçoit un accueil triomphal auquel la scénographie vivante et surtout la musique apportent leur concours. Elle s'inscrit dans une série de trois pièces épiques avec Brand et Empereur et Galiléen.
La pièce est une farce douce-amère proposant une quête de l'identité indéfinissable, remplie d'humour sous des dehors graves, et débordant de charges satiriques. L'histoire peut se résumer ainsi : un antihéros, prétentieux, aventureux et rêveur, part défier le vaste monde, traverse diverses expériences avant de découvrir que la véritable réalisation de soi passe par l'authenticité et la responsabilité.

## Genèse
Drame poétique et philosophique écrit vers 1866 à Frascati, Rome et Ischia et paru le 14 novembre 1867, Peer Gynt qui, dans sa forme première, n'était pas destiné à être joué sur scène, se singularise parmi les œuvres d'Ibsen car sa trame est une histoire fantastique et non une tragédie réaliste comme le seront les pièces postérieures de l'auteur. Présentée lors de sa publication comme un vrai poème dramatique, elle heurte des lecteurs par son aspect caricatural et fait l'objet de polémiques journalistiques, alors que le romancier Bjørnstjerne Bjørnson s'empresse d'en défendre et le message et la poésie.

## Argument: soi-même et le vaste monde

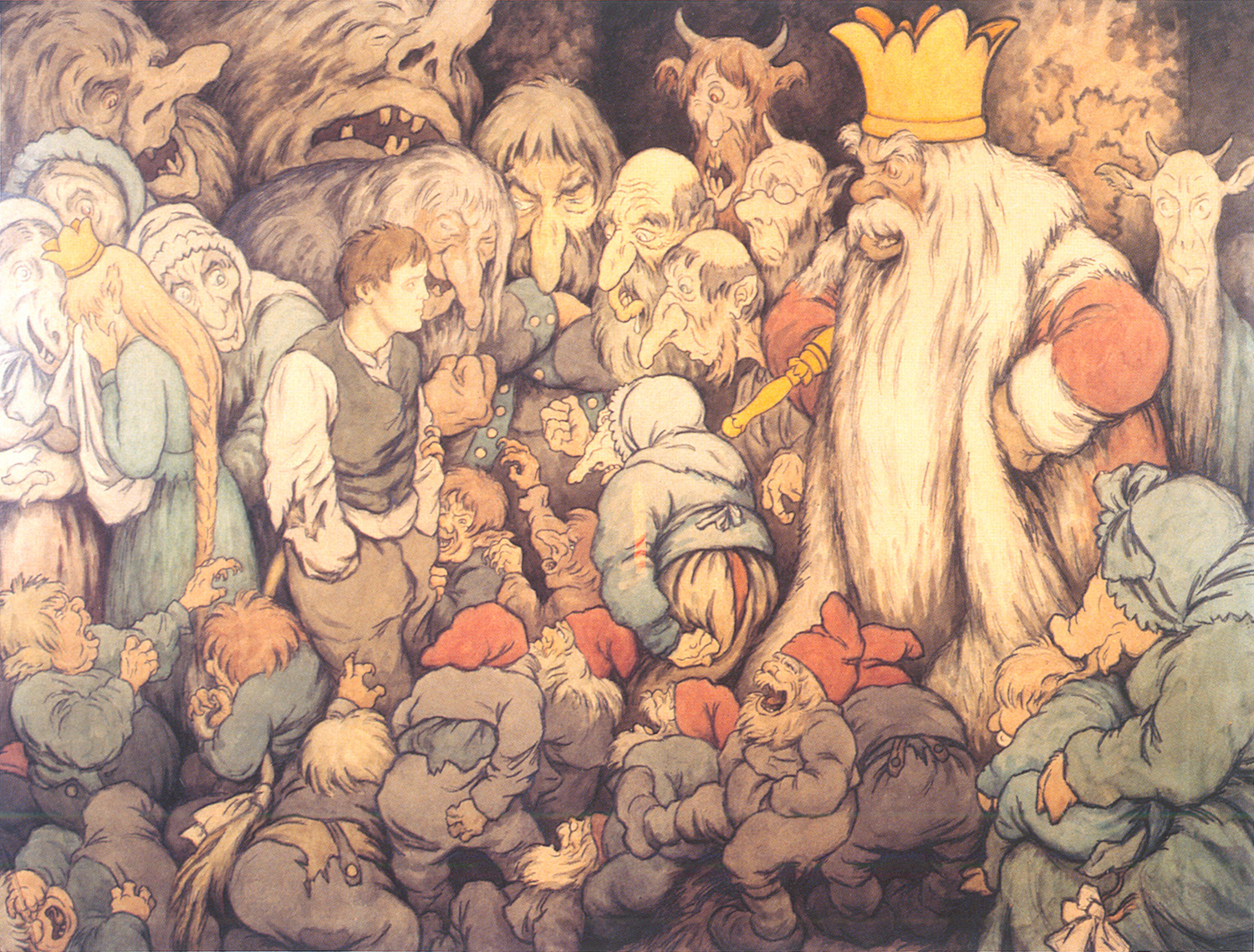
Représentation de Peer Gynt.

La pièce de théâtre est beaucoup plus une farce sur l'identité du voyageur dans le vaste monde, à commencer par l'identité nationale de l'auteur. Elle relate la chute et la rédemption d'un Norvégien aventureux, paresseux et dégénéré. Si Ibsen souhaite que Peer, « la lie de son cœur », soit l'incarnation des mentalités paysannes les plus répugnantes, il puise surtout dans l'imaginaire des traditions populaires et des contes de Norvège, qui ont été dévoilés par les travaux pionniers de Peter Christen Asbjørnsen et Jørgen Moe. Il emprunte d'ailleurs le personnage de Peer à un recueil de contes populaires d'Asbjørnsen et les facéties cruelles à l'art des conteurs qui essaient de capter l'attention par des improvisations maîtrisées. À l'époque, Ibsen commence à pratiquer la photographie, en particulier en s'initiant au portrait, et l'écrivain imagine aisément le négatif de son personnage Brandt. Peer sera donc « un poète hâbleur, vaurien, irresponsable, fuyant le devoir, le vouloir, la réalité », comme le commente Régis Boyer. Le Grand Courbe l'initie à faire le tour, le voilà définitivement menteur, lâche, rêveur, incapable, égoïste…
Le personnage principal, Peer Gynt, est un jeune fanfaron d'une vingtaine d'années qui tente de fuir la réalité pour la pure vie idéale et accessoirement par le mensonge. Peer a la chance d'obtenir la promesse de la main de Solveig, jeune fille vertueuse et fidèle, mais, par manque de persévérance, il enlève en pleine fête nuptiale une jeune épouse séduisante : Ingrid. Ayant été violée et pour finir abandonnée par Peer, Ingrid déplore son triste sort.
À la recherche d'aventure et d'amour, Peer Gynt en fuite de son village natal rencontre une des filles du vieux roi de Dovre, qui, séduite par Peer, l'entraîne dans le monde des trolls et des démons. Ils rendent ainsi visite au légendaire roi des montagnes de Dovre, dont les autres filles sont des gnomes. Il souscrit à la devise des trolls, « Suffis-toi toi-même », alors que la sagesse des hommes lui suggère « Sois toi-même. » Mais afin de pouvoir épouser la princesse et d'avoir biens et honneurs, il finit par renoncer à sa condition d'homme. Il entre en déchéance et, comprenant que sa vie est en danger, l'évite par la fuite.
Mais il demeure toujours un vagabond des montagnes, dévoré d'ambition et d'orgueil, à la recherche d'affaires mirobolantes. Dans ces hauts lieux de la tristesse, il fait une rencontre fugitive avec une désespérée, Solveig, la jeune fille rencontrée avant les noces. Peer rentre chez sa mère Åse moribonde, qui a été autrefois, avec lui, à la fois rude et tendre. Peer Gynt transforme le trépas en chevauchée fantastique au seuil du paradis où il confie personnellement l'âme maternelle au portier saint Pierre. Après la mort d'Åse, Peer quitte la Norvège.
Au début de l'acte IV, moment où est joué le célèbre prélude, Au matin, on retrouve Peer Gynt après un saut dans le temps de près de vingt ans en Afrique dans un Maroc légendaire où il a fait fortune. Il est maintenant un prospère marchand d'esclaves, qui se fait passer pour excellent théoricien de la bonne vie, incontournable gardien de l'éthique et exemple moral. Mais sa richesse fraîchement acquise ne l'incite qu'à plus de débauches. Il projette un grandiose retour. Le navire de ses richesses est volé par ses partenaires en affaires, puis coule lors d'une tempête. Au terme de son naufrage économique, Peer redevenu pauvre hère, engage une lutte de survie avec les bêtes de la brousse, se trouve ravalé à une vie ridicule avec des singes, puis s'impose comme le prophète d'une tribu d'hommes sauvages. Il se tourne vers Dieu. Attaqué par des trolls, il se retrouve dans le désert et est sauvé par la découverte d'une oasis. Après avoir visité l'Arabie et séduit la belle Anitra qui lui vole ses derniers biens, Peer finit par échouer dans un asile égyptien au Caire, où il devient « empereur des fous ». Il a une vision de Solveig, restée dans son pays natal.
Au dernier acte, nous retrouvons Peer sur un vaisseau de retour au pays. Il rencontre le mystérieux fondeur de boutons qui doit reprendre son âme pour la rendre au maître de toute chose. Mais quelque chose cloche : il n'est qu'un bouton mal fait, donc à refondre dans le grand chaudron, et n'accepte pas sa condition de bouton raté. Le navire fait naufrage en cours de route.

Rentré sur terre vieilli et pauvre, il rencontre le vieux roi de Dovre qui lui explique que, puisqu'il a renoncé à sa condition d'homme, il ne continuera à vivre qu'en troll tout en se cachant, puis il retrouve la fidèle Solveig fanée par les années, qui l'a attendu miraculeusement et le console en ses ultimes instants. Il meurt comme un enfant bercé dans les bras, symboles de l'amour rédempteur. Juste avant qu'il ne rende le dernier soupir, elle lui murmure tendrement : 

« Ton voyage est fini, Peer, tu as enfin compris le sens de la vie, c'est ici, chez toi et non pas dans la vaine poursuite de tes rêves fous à travers le monde, que réside le vrai bonheur. »

## Personnages
- Åse, veuve d'un paysan
- Peer Gynt, son fils
- Deux vieilles femmes, avec des sacs de maïs
- Aslak, un forgeron
- Les invités de la noce
- Un maître chanteur
- Un violoniste
- Un homme et une femme, nouveaux venus dans le district
- Solveig, leur fille
- Helga, sa jeune sœur
- Le fermier de Hægstad
- Ingrid, sa fille
- Le jeune marié
- Les parents du marié
- Les trois crémières
- Une femme vêtue de vert
- Une princesse troll
- Le vieux de la montagne, roi des trolls
- La cour des trolls
- Les jeunes trolls, garçons et filles
- Un couple de sorciers
- Lutins, ondines, gnomes, etc.
- Un vilain garnement
- Le Grand Courbe, la voix dans les ténèbres
- Kari, la femme d'un métallier
- Master Cotton
- Monsieur Ballet
- M. von Eberkopf
- M. Trumpeterstrale
- Gentlemen voyageurs
- Un voleur
- Un receleur
- Anitra, fille d'un chef bédouin
- Arabes
- Esclaves
- Danseuses
- La statue de Memnon
- Le Sphinx de Gizeh
- Le docteur Begriffenfeldt, directeur de l'asile d'aliénés du Caire
- Huhu, un réformateur de la langue de la côte de Malabar

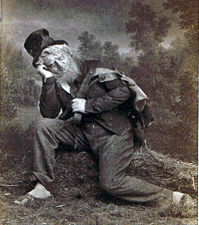
Henrik Klausen dans le rôle de Peer lors de la première en 1876.

- Hussein, un ministre oriental
- Plusieurs fous et leurs gardiens
- Un skipper norvégien
- Son équipage
- Un étrange passager
- Un pasteur
- Un cortège funèbre
- Un ministre du culte
- Un mouleur de boutons

## Résumé

### Acte I
Peer Gynt est le fils de Jon Gynt, autrefois admiré. Jon Gynt a dépensé toute sa fortune en festoyant et en étant particulièrement dépensier. Il a dû ainsi quitter sa ferme pour devenir un vendeur itinérant, abandonnant sa femme et son fils endettés. Åse, la mère, fait le vœu d'élever son fils pour recouvrer la fortune perdue de son père, mais Peer est bientôt considéré comme incapable. C'est un poète et un fanfaron, peu différent en cela du fils benjamin des contes merveilleux norvégiens, Askeladden, avec lequel il partage plusieurs caractéristiques.
Alors que la pièce débute, Peer rend compte d'une chasse au renne qui s'est mal passée, une scène de théâtre célèbre, généralement connue en anglais sous le nom de "Buckride". Sa mère le raille pour son imagination débordante et le moque pour avoir manqué sa chance avec Ingrid, la fille du fermier le plus riche. Peer part pour le mariage d'Ingrid, prévu pour se tenir le lendemain, parce qu'il se peut qu'il ait encore une chance avec la mariée. Sa mère le suit rapidement pour l'empêcher de se ridiculiser totalement.
Au mariage, les autres invités se rient de Peer, en particulier le forgeron local, Aslak, qui l'a en grippe depuis une précédente bagarre. Au cours du même mariage, Peer rencontre une famille de nouveaux-venus haugiens issus d'une autre vallée. Il remarque tout de suite la fille aînée, Solveig, et l'invite à danser. Elle refuse car son père désapprouverait, et parce que la réputation de Peer le précède. Elle part et Peer se met à boire. Quand il entend que la mariée s'est enfermée, il saisit sa chance, s'enfuit avec elle, et passe la nuit avec elle dans les montagnes.

### Acte II
Peer est banni pour avoir kidnappé Ingrid. Alors qu'il erre dans les montagnes, sa mère et le père de Solveig le recherchent. Peer rencontre trois laitières amoureuses qui attendent d'être courtisées par des trolls (un thème de folklore issu de Gudbrandsdalen). Il s'enivre fortement en leur compagnie et subit les effets secondaires de l'alcool le lendemain. Il heurte tête la première une pierre et s'évanouit, et le reste du deuxième acte se passe probablement dans les rêves de Peer.
Il rencontre une femme parée de vert, prétendant être la fille du roi des trolls de montagne. Ensemble, ils se rendent dans l'antre du roi de la montagne, et le roi des trolls offre à Peer l'opportunité de devenir troll si Peer accepte de prendre sa fille en mariage. Peer accepte un certain nombre de conditions, mais décline en fin de compte. Il est ensuite confronté au fait que la femme vêtue de vert lui présente un enfant qu'elle prétend être de lui. Peer le nie ; il assure ne pas l'avoir touchée, mais le sage roi des trolls lui réplique qu'il a engendré l'enfant dans sa tête. Cruciale dans le déroulement du drame et pour sa compréhension est la question posée par le roi des trolls : "Quelle est la différence entre un troll et un homme ?"
La réponse donnée par le vieil homme de la montagne est la suivante : "Au dehors, là où le ciel rayonne, les humains disent : 'Soyez fidèles à vous-mêmes.' Ici-bas, les trolls disent : 'Soyez fidèles à vous-mêmes et au diable le monde'." L'égotisme est un trait caractéristique des trolls de cette pièce. Dès lors, Peer utilise ceci comme sa devise, prétendant toujours être lui-même. Il rencontre ensuite le Grand Courbe — une créature sans véritable description. Confronté à la question "Qui es-tu ?", celui-ci répond "Moi-même." En temps voulu, Peer prend également une citation du Grand Courbe comme devise : "Contourner". Le reste de sa vie, il "tourne autour du pot" au lieu de se faire face à la vérité lui-même.
Dès qu'il se réveille, Peer est confronté à Helga, la sœur de Solveig, qui le nourrit et le complimente de la part de sa sœur. Peer donne à la fille un bouton d'argent pour que Solveig le garde et demande à ce qu'elle ne l'oublie pas.

### Acte III
Hors-la-loi, Peer rencontre des difficultés à construire son propre cottage dans les collines. Solveig se présente et insiste pour vivre avec lui. Elle a fait son choix, dit-elle, et il n'y a pas de retour en arrière possible pour elle. Peer est ravi et l'accueille, mais alors qu'elle entre dans la hutte, une vieille femme en habits verts apparaît avec un garçon boiteux à ses côtés.
C'est la femme parée de vert de l'antre du roi de la montagne, et son gamin à moitié humain est l'enfant imaginé par Peer pendant son séjour là-bas. Elle a ensorcelé Peer en le forçant à se rappeler d'elle et de tous ses péchés précédents, lorsqu'il regarde Solveig. Peer entend une voix spectrale lui disant "Détourne-toi, Peer", et décide de partir. Il dit à Solveig devoir partir chercher quelque chose de lourd. Il revient à temps pour accompagner sa mère dans ses derniers instants, puis part outremer.

### Acte IV
Peer part de nombreuses années, prenant part à des occupations variées et jouant des rôles divers, dont celui d'un homme d'affaires engagé dans des entreprises sur la côte du Maroc. Là, il explique sa conception de la vie, et on apprend qu'il est un homme d'affaires s'impliquant dans des transactions non éthiques, dont l'envoi d'images païennes en Chine et la vente d'esclaves. Pour se défendre, il souligne qu'il a aussi envoyé des missionnaires en Chine et qu'il a bien traité ses esclaves.
Ses compagnons le volent, après qu'il décide de soutenir les Turcs dans le matage d'une révolte grecque, et l'abandonnent seul sur le rivage. Il trouve ensuite du matériel volé de bédouins, et, parés de ces vêtements, il est pris pour un prophète par une tribu locale. Il essaie de charmer Anitra, la fille du chef, mais elle vole son argent et ses anneaux, s'en va et le laisse seul.
Puis il décide de devenir historien et voyage en Égypte. Il erre dans le désert, passant devant les colosses de Memnon et le Sphinx. Alors qu'il s'adresse au Sphinx, le prenant pour le Grand Courbe, il rencontre le gardien de l'asile local, lui-même fou, qui considère Peer comme porteur d'une sagesse suprême. Peer vient à l'asile et comprend que tous les patients vivent dans leur propre monde, étant eux-mêmes dans un tel accès de folie qu'aucun ne fait attention aux autres. Dans sa jeunesse, Peer avait rêvé de devenir empereur. Dans cet endroit, il est finalement considéré comme tel — l'empereur du "soi". Peer désespère et en appelle au "Gardien de tout fou", i.e., Dieu.

### Acte V
Enfin, en chemin vers chez lui en tant que vieil homme, il fait naufrage. Parmi ceux à bord, il fait la rencontre du Passager Étrange, qui veut faire usage du corps de Peer pour trouver l'origine des rêves. Ce passager effraie Peer au plus haut point. Peer accoste démuni de toutes ses possessions, un vieil homme pitoyable et grincheux.
De retour en Norvège, Peer Gynt assiste à des funérailles d'un paysan et à une vente aux enchères, où il met en vente tout de sa vie passée. La vente a lieu dans la même ferme où le mariage a eu lieu jadis. Peer trébuche et est confronté à tout ce qu'il n'a pas fait, ses chansons non contées, ses travaux inachevés, ses larmes non coulées, et ses questions qui n'ont jamais été posées. Sa mère lui revient et prétend que son lit de mort est allé de travers ; il ne l'a pas menée au paradis avec ses divagations.
Peer s'échappe et est confronté au mouleur de boutons, qui maintient que l'âme de Peer doit être fondue avec d'autres biens mal conçus à moins qu'il ne puisse expliquer quand et où dans sa vie, il a été "lui-même". Peer proteste. Il n'a été que cela, et rien d'autre. Puis il rencontre le roi des trolls, qui déclare que Peer a été un troll, et non un homme, pendant la majeure partie de sa vie.
Le mouleur de boutons dit qu'il doit en venir à une explication s'il ne veut pas être fondu. Peer cherche un prêtre auquel il confesse ses péchés, et un personnage nommé "Le Personnage maigre" (qui est le Diable) apparaît. Le personnage maigre croît que Peer ne peut pas être compté comme un vrai pécheur qui peut être envoyé en enfer ; il n'a commis aucun péché grave.
Peer désespère à la fin, comprenant que sa vie est perdue, il n'est rien. Mais au même moment, Solveig se met à chanter — la hutte bâtie par Peer est toute proche, mais il n'ose pas entrer. Le Grand Courbe en Peer lui dit de "contourner". Le mouleur de bouton se montre et demande une liste de péchés, mais Peer n'en a aucune à donner, à moins que Solveig ne se porte garant pour lui. Puis Peer va à Solveig, lui demandant de pardonner ses péchés. Mais elle répond "Tu n'as pas péché du tout, mon très cher garçon."
Peer ne comprend pas — il se croit perdu. Puis il lui demande : "Où est passé Peer Gynt depuis notre dernière rencontre ? Où étais-je en tant que celui que j'aurais dû être, entier et vrai, avec la marque de Dieu sur le front ?" Elle répond : "Dans ma foi, dans mon espoir, dans mon amour." Peer hurle, appelle sa mère, et se cache dans son giron. Solveig lui chante sa berceuse pour lui, et on peut supposer qu'il meurt dans cette dernière scène de la pièce, bien qu'il n'y a aucune didascalie ni aucun élément de dialogue indiquant que ce soit vraiment le cas.
Dans un coin, le mouleur de boutons, envoyé par Dieu, attend toujours, avec les mots : "Peer, nous nous rencontrerons à la dernière croisée des chemins, puis nous verrons si... je n'en dirai pas plus."

## La musique de Grieg
Le quinquagénaire Ibsen demande à un jeune musicien trentenaire Edvard Grieg de composer une musique d'accompagnement pour la pièce. La pièce, particulièrement difficile à mettre en scène de façon classique, est plutôt lue, scandée, chantée en une succession de scénographies animées. La composition de cette musique d'accompagnement écrite pour le spectacle est achevée en 1875, et la première interprétation a lieu le 24 février 1876 à Christiana. Huit des vingt-trois morceaux seront ultérieurement réordonnés, rassemblés et repris par Grieg. Ainsi naîtront deux suites : l'une référencée comme opus 46 publiée en 1888, et l'autre comme opus 55 en 1891. Elles obtiendront un succès considérable en tant que musique de concert.
Seul un des morceaux chantés de la musique de scène est intégré aux suites : le thème de la Chanson de Solveig, quatrième et dernière partie de la seconde suite, est joué par les premiers violons de l'orchestre symphonique.
Morgenstemning (Atmosphère matinale), le morceau ouvrant la Suite no 1 (opus 46), est probablement l'un des plus connus et des plus repris de Grieg. Il est surprenant que dans l'imaginaire occidental les deux suites soient associées aux somptueux paysages norvégiens du Vestlandet alors qu'elles représentent pour ses créateurs, le poète et écrivain Ibsen et le musicien Grieg, dès leur conception, l'exotisme du vaste monde, les déserts, les îles lointaines, les contrées inconnues aux yeux du voyageur ébahi…
La musique de scène est divisée en 23 numéros, :
Acte I
1. Noces à la ferme

2. Cortège nuptial

3. Halling og springardans (danse du bal et danse du saut ou du printemps)
Acte II
4. Prélude, Enlèvement de la mariée, Plainte d'Ingrid

5. Peer Gynt et les bergères

6. Peer Gynt et la Femme en vert

7. Dans l'antre du roi de la montagne

8. Danse de la Fille du Roi de la Montagne

9. Peer Gynt poursuivi par les Trolls
Acte III
10. Prélude

11. Chanson de Solveig

12. La mort d'Åse
Acte IV
13. Au matin

14. Le voleur et le receleur

15. Danse arabe

16. Danse d'Anitra

17. Sérénade de Peer Gynt

18. Chanson de Solveig
Acte V
19. Prélude

20. Chant dans la cabane

21. Scène nocturne sur la lande - Retour de Peer Gynt

22. Chant des fidèles (chorale)

23. Berceuse de Solveig

## Mises en scène
- 1896 : Aurélien Lugné-Poe, Nouveau-Théâtre[5]
- 1924 : Emile Couvelaire[6], Théâtre de la Porte-Saint-Martin[7]
- 1958 : André Reybaz, Palais de Chaillot[8]
- 1963 : Tormod Skagestad (en), Théâtre Sarah Bernhardt[9]
- 1972 : Jean Guichard[10] et Alexis Nitzer[11], Théâtre régional des Pays de la Loire[12]
- 1976 : Gilles Bouillon[13], Théâtre de l'école normale supérieure[14]
- 1980 : Michel Grobety[15], Nouveau théâtre national de Marseille[16]
- 1981 : Patrice Chéreau, Théâtre national populaire de Villeurbanne[17]
- 1995 : Eric Da Silva, Théâtre de Gennevilliers (T2G)[18]
- 1996 : Stéphane Braunschweig, Théâtre de Gennevilliers (T2G)[19]
- 2000 : Guillaume Delaveau, Théâtre national de Strasbourg[20]
- 2003 : Sébastien Rajon, Théâtre 13[21]
- 2003 : Didier Carette, Théâtre Sorano[22]
- 2004 : Patrick Pineau, Cour d'honneur du Palais des papes[23]
- 2008 : Thierry Crozat, Villeneuve-lès-Avignon[24]
- 2008 : Sylvain Maurice, Nouveau Théâtre de Besançon[25],[26]
- 2009 : Sarantos Zervoulakos (traduction : Peter Stein, Botho Strauss), Séminaire Max-Reinhardt de Vienne[27]
- 2011 : Richard Leteurtre, Théâtre espace Coluche[28]
- 2012 : Éric Ruf, Salle d'honneur du Grand Palais[29]
- 2012 : Irina Brook, Théâtre national de Nice[30],[31]
- 2013 : Hélène Bensoussan, Théâtre Jean Vilar[32]
- 2013 : Max Legoubé, Théâtre de Caen[33]
- 2014 : Christine Berg, Le Salmanazar[34],[35]
- 2014 : Nicolas Candoni, Studio-théâtre d'Asnières[36]
- 2014 : Eudes Labrusse et Jérôme Imard[37]
- 2014 : Diane De Segonzac, Théâtre du Nord Ouest[38]
- 2015 : Johanny Bert, Le Fracas[39]
- 2017 : Laurent Rogero, Théâtre l'Odyssée[40]
- 2017 : Jean-Philippe Clarac, opéra de Limoges[41]
- 2018 : David Bobée, Théâtre les Gémeaux[42]. Reprises : 2021, Théâtre du parc de la Villette ; 2022, Théâtre des Quartiers d'Ivry
- 2019 : Katharina Rupp, Théâtre Équilibre[43]
- 2019 : Roberto Ciulli, Théâtre national du Luxembourg[44]
- 2019 : Dominique Freydefont et Thierry Robert, La Cour des trois coquins[45]
- 2021 : Anne-Laure Liégeois, Théâtre du Peuple

## Adaptations

### Au cinéma

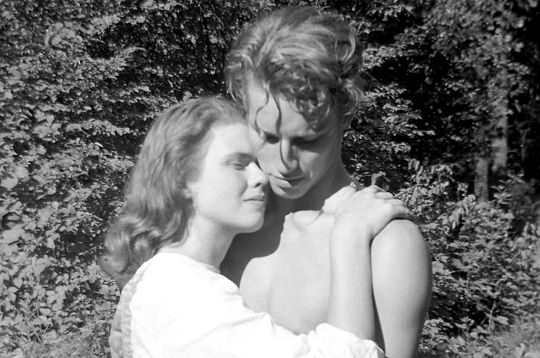
Charlton Heston et Katharine Bradley dans Peer Gynt en 1941.

- 1915 : Peer Gynt, film américain de Oscar Apfel[46],[47]
- 1919 : Peer Gynt (no), film allemand de Richard Oswald
- 1934 : Peer Gynt (de), film allemand de Fritz Wendhausen[48], avec Hans Albers dans le rôle de Peer
- 1941 : Peer Gynt, film américain de David Bradley[49], avec Charlton Heston dans le rôle de Peer[50]
- 1976 : film britannique de John Selwyn Gilbert[51] avec Patrick Mower dans le rôle de Peer
- 2012 : Peer Gynt, film français musical de Charlotte Lowe et David Lowe[52] avec Wilfred George Lowe dans le rôle de Peer

### À la télévision
- 1971 : téléfilm allemand de Peter Stein[53], adaptation de Botho Strauss, avec Edith Clever (Ase) et Bruno Ganz (Peer)
- 1972 : téléfilm britannique d'Alan Cooke[54] avec Colin Blakely dans le rôle de Peer
- 1981 : téléfilm français de Bernard Sobel[55] avec Gérard Desarthe (Peer) et Maria Casarès (Ase)
- 1986 : téléfilm norvégien d'Edith Roger[56]
- 1988 : Peer Gynt (no), téléfilm hongrois de István Gaál[57]
- 1993 : mini-série télévisée norvégienne (3 épisodes) de Bentein Baardson[58]
- 2006 : Peer Gynt (de), téléfilm allemand de Uwe Janson[59] avec Robert Stadlober dans le rôle de Peer

### En bande dessinée
- 2021 : Peer Gynt, adaptation d'Antoine Carrion, éditeur : Soleil Production[60],[61]

### Éditions
- Henrik Ibsen, Peer Gynt, traduction de François Regnault, Éditions théâtrales, 1997  (ISBN 2-84260-006-1)
- Henrik Ibsen, Théâtre, traduction de Régis Boyer, Gallimard, coll. « Bibliothèque de la Pléiade », 2006 ; contient les 17 dernières pièces d'Ibsen  (ISBN 2-07-011790-1)
- [PDF] Texte intégral en français de Peer Gynt, traduit du norvégien par le Comte de Prozor, Librairie académique Perrin, Paris, 1923

### Discographie
- Edvard Grieg, Peer Gynt, Premier Recording of complete Music for Ibsen's Dramatic Poem in 1978, Oslo Philharmonic Chorus (Oskar Raum, chef de chœur), orchestre symphonique de Londres (Per Drier, direction), Unicorn-Kanchana Records, Londres, 1987
- Duke Ellington, Swinging Suites, adaptations jazz de plusieurs extraits de Peer Gynt
- Edvard Grieg, Peer Gynt (Incidental Music), San Francisco Symphony & Chorus (orchestre), Edo de Waart (direction), Elly Ameling (soprano), Philips LP 411 038-1, 1983 Plusieurs extraits sont en version chantée.

### Partitions
- « Peer Gynt, op. 23 d'Edvard Grieg (réduction pour piano de la musique de scène)' » (partition libre de droits), sur l'IMSLP.

### Filmographie
- Liste des adaptations de Peer Gynt sur imdb.com